# Ferromerrillita
La ferromerrillita és un mineral de la classe dels fosfats que pertany al grup de la merrillita. Va ser descrita per primera vega l'any 2006. El seu nom fa referència al fet que és l'anàleg mineral amb ferro de la merrillita, el nom de la qual fa honor al seu descobridor George P. Merrill (1854–1929).

## Característiques
La ferromerrillita és un fosfat de fórmula química Ca₉NaFe²⁺(PO₄)₇. És incolora i cristal·litza en el sistema trigonal. La seva duresa a l'escala de Mohs és de 5.
Segons la classificació de Nickel-Strunz, l'olgita pertany a «08.AC: Fosfats, etc. sense anions addicionals, sense H₂O, amb cations de mida mitjana i gran» juntament amb 49 minerals més, entre els quals es troben: howardevansita, al·luaudita, arseniopleïta, bario-olgita, bobfergusonita, brianita, hagendorfita, johil·lerita, johnsomervilleïta, marićita, merrillita, olgita, yazganita, qingheiïta, qingheiïta-(Fe2+), schäferita, whitlockita i xenofil·lita.

## Formació i jaciments
La ferromerrillita occorre en alguns meteorits marcians classificats com a shergottites basàltiques. Els cristalls de ferromerrillita de dues mostres diferents (el meteorit marcià Shergotty i un meteorit trobat a Los Angeles) tenen una gran deformitat, amb una mosaïcitat angular de fins a 7 graus, deguda a l'impacte del meteorit, el qual no va ser prou fort (<23 GPa) per causar la transformació de la ferromerrillita en tuïta.
A part de la localitat tipus i del meteorit de Los Angeles, aquest mineral també ha estat observat en meteorits trobats al Voivodat de Baixa Silèsia, Polònia i a Ngaramasch, Palau.